# 安井誠
安井 誠（やすい まこと、1926年5月19日 - 1997年3月11日）は、北海道札幌市出身の大蔵官僚、実業家。

## 人物
1948年大蔵省に入り、税務畑を歩く。関東信越国税局直税部長の際、飯塚毅への逆恨みから、飯塚事件のきっかけを作ったと言われる。証券局企業財務課長時代の1965年、山陽特殊製鋼の粉飾決算が発覚したことから、上場企業約700社の調査に乗り出し、内40社の粉飾決算を明らかにした。このことが契機となり、1974年に商法特例法が制定された。1977年証券局長で退官。1979年に次期社長含みで安田火災海上保険の副社長に迎えられるが、ワンマンとして知られた後藤康男社長とソリが合わず、翌年退任。その後は東邦生命保険会長を務めた。

## 経歴
- 札幌一中（現北海道札幌南高等学校）48期
- 1947年 高等試験行政科を合格[2]
- 1948年 東京大学法学部卒業後、大蔵省入省。給与局[2]
- 1949年 主計局給与課[2]
- 1951年 釧路税務署長
- 1963年 関東信越国税局直税部長
- 1964年 国税庁資産税課長
- 1965年 証券局企業財務課長
- 1968年 主税局税制第一課長
- 1970年 主税局総務課長
- 1971年 福岡国税局長
- 1972年 銀行局保険部長
- 1974年 大臣官房審議官（大臣官房担当） 兼 財務研修所長
- 1975年 日本銀行政策委員会審議委員
- 1976年 証券局長
- 1977年 退官
- 1979年 安田火災海上保険副社長（のち副会長）
- 1980年 日本証券経済研究所顧問
- 1982年 東邦生命保険会長
- 1989年 同社相談役
- 1997年 死去